# Hästholmen
För andra betydelser, se Hästholmen (olika betydelser).
Hästholmen (uttal (fil)) är en tätort vid Vättern i Ödeshögs kommun i Östergötlands län.

## Historik

### Bronsåldersort
År 1873 upptäcktes hällristningar vid Hästholmen. De omfattar 150 registrerade figurer med skepp (det största 1,6 meter långt), yxor, hästar och andra djur, en vagn, en ränna, ovala fördjupningar, en björntass och skålgropar. De i västra Östergötland till Västra Tollstads socken koncentrerade hällristningarna tyder på att där fanns "ett socialt och religiöst centrum under bronsåldern".

### Vendeltida svärd
Vid dykningar utanför Hästholmens hamn har påträffats ett svärd från perioden 650-780 (Vendeltid).

### Alvastra klosters hamn
Hästholmens någorlunda skyddade vik är en av de få på Vätterns östra sida. Den gjorde att Hästholmen blev en populär landstigningsplats för sjöfarande från Västergötland och Visingsö under 1100- och 1200-talen. Hästholmen utgjorde sannolikt Alvastra klosters större hamn för kontakter med omvärlden och för transporter till och från klostrets godsinnehav på Visingsö och i Västergötland. Dokument visar att klostret ägde mark och skepp i Hästholmen under 1300-talet men det hade sannolikt mark, skepp och gårdar där tidigare. Grundandet av Alvastra kloster bör ha haft stor betydelse för tillkomsten av Hästholmen som en viktig marknadsplats, köpstad och hamnplats. 
Namnet Hästholmen har, enligt författarinnan Ellen Key (1849–1926), uppkommit av att Magnus Ladulås med följe brukade sitta upp på sina hästar just här, efter färder över Vättern från borgen på Visingsö. Under 1300-talet var trafiken livlig och Hästholmen blomstrade. Man hade tingsplats och enligt handlingar från 1384 finns avtryck av ett sigill varpå det står "Villa Hestolmiensis", vilket skall kunna betyda stad eller fäste.

### Hästholmen medeltida stad
Under 1300-talet var Hästholmens stad en av fyra östgötska städer med eget stadssigill.
När Vadstena kloster hade byggts färdigt under andra hälften av 1300-talet, avtog trafiken till Hästholmen och ortens betydelse minskade fram till på 1800-talet, då transporter av jordbruksprodukter ökade, beroende på att Göta kanal öppnats för trafik. Hästholmen hade tidigare reguljär båttrafik med Hjo på andra sidan av Vättern, och Mjölby–Hästholmens Järnväg trafikerade orten mellan 1910 och 1958. Hästholmen hade tidigt en egen församling som tidigt uppgick i Tollstads församling.
Det kan vidare nämnas att Karl XII landsteg här 1716 på väg till sin syster i Vadstena. Orten var då säkerligen bara en liten by.

### Ångfartyget Per Brahes förlisning 1918
En stormig novembernatt 1918 förliste ångaren S/S Per Brahe utanför Hästholmen. Bland de omkomna fanns konstnären John Bauer med hustru och barn, på väg att flytta från Gränna till Stockholm.

### Flygolyckan 1937
År 1937 havererade en Fokker S 6 under en övning som Flygvapnet hade i området. Två personer omkom. Piloten Stig Carlssons kvarlevor bärgades år 2014

## Befolkningsutveckling
| Befolkningsutvecklingen i Hästholmen 1950–2020 | Befolkningsutvecklingen i Hästholmen 1950–2020 | Befolkningsutvecklingen i Hästholmen 1950–2020 | Befolkningsutvecklingen i Hästholmen 1950–2020 | Befolkningsutvecklingen i Hästholmen 1950–2020 |
| ---------------------------------------------- | ---------------------------------------------- | ---------------------------------------------- | ---------------------------------------------- | ---------------------------------------------- |
|                                                |                                                |                                                |                                                |                                                |
| År                                             |                                                |                                                | Folkmängd                                      | Areal (ha)                                     |
| 1950                                           | 1950                                           |                                                | 293                                            |                                                |
| 1960                                           | 1960                                           |                                                | 238                                            |                                                |
| 1965                                           | 1965                                           |                                                | 219                                            |                                                |
| 1970                                           | 1970                                           |                                                | 279                                            |                                                |
| 1975                                           | 1975                                           |                                                | 291                                            |                                                |
| 1980                                           | 1980                                           |                                                | 331                                            |                                                |
| 1990                                           | 1990                                           |                                                | 389                                            | 37                                             |
| 1995                                           | 1995                                           |                                                | 371                                            | 37                                             |
| 2000                                           | 2000                                           |                                                | 377                                            | 37                                             |
| 2005                                           | 2005                                           |                                                | 372                                            | 37                                             |
| 2010                                           | 2010                                           |                                                | 342                                            | 37                                             |
| 2015                                           | 2015                                           |                                                | 328                                            | 47                                             |
| 2020                                           | 2020                                           |                                                | 320                                            | 46                                             |
|                                                |                                                |                                                |                                                |                                                |